# Celestino Fumagalli
Giovanni Carlo Celestino Fumagalli (Torino, 25 marzo 1864 – Milano, 10 novembre 1941) è stato uno scultore e orafo italiano.

## Biografia

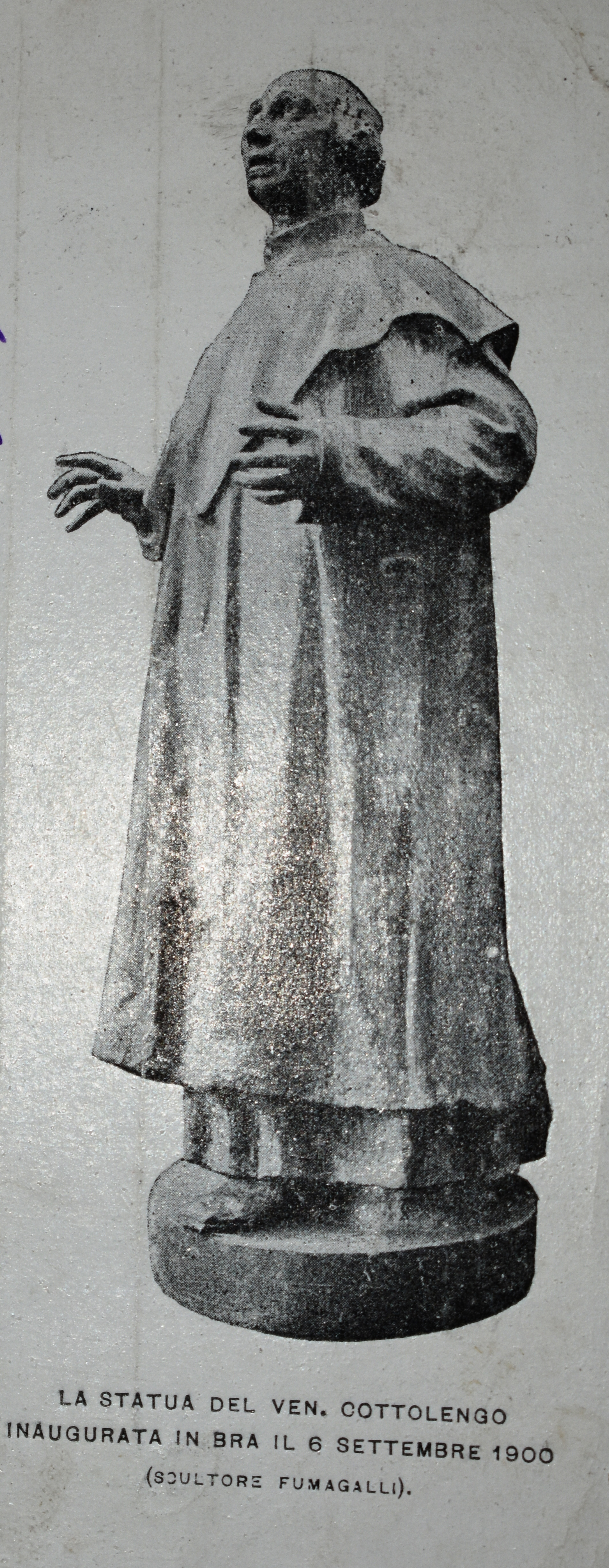
La statua del Santo Giuseppe Benedetto Cottolengo opera dello scultore Celestino Fumagalli.

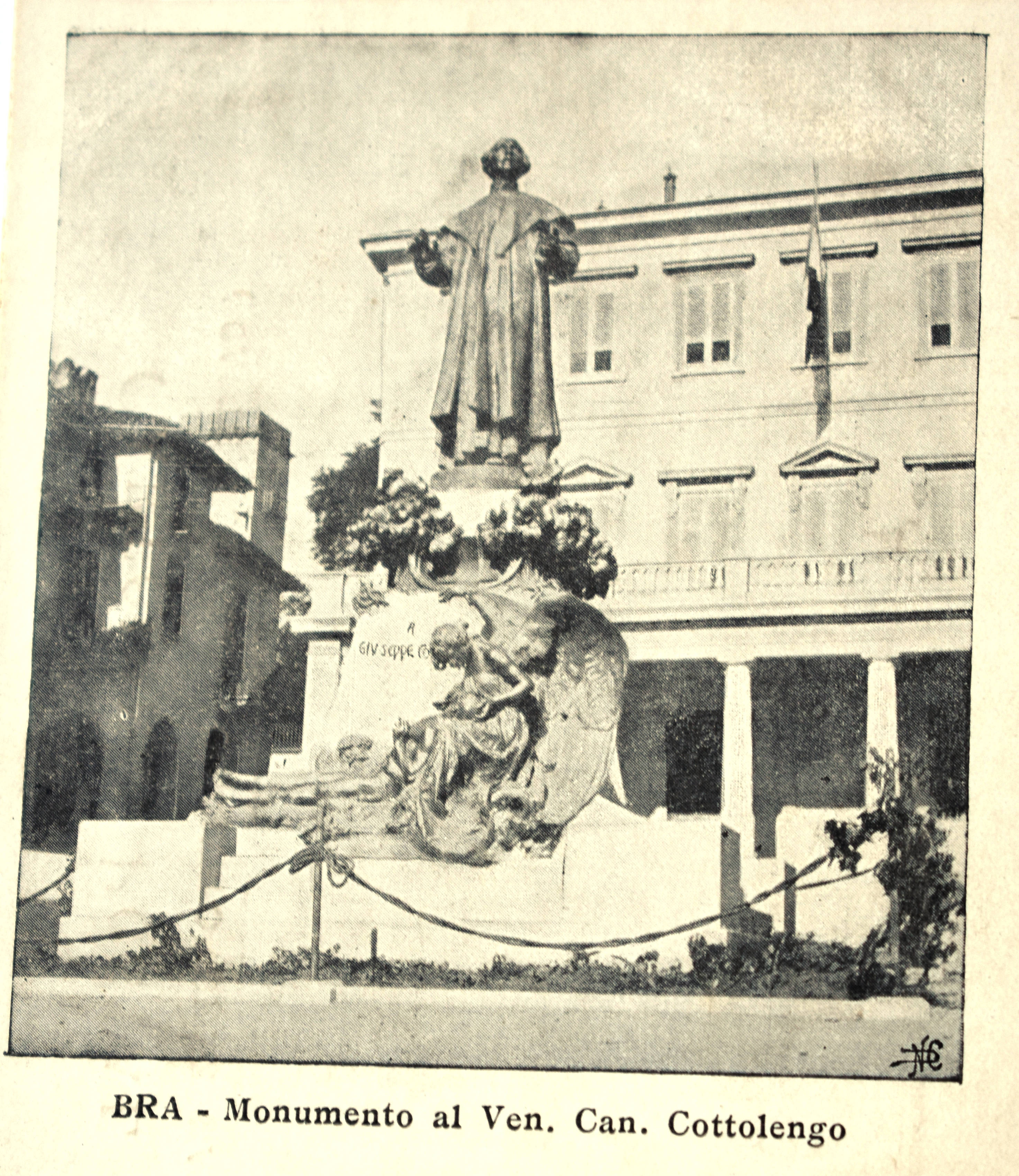
Il monumento a Cottolengo a Bra, opera di Celestino Fumagalli, in una cartolina di inizio '900.

Figlio di Catenacci Luigia e di Enrico Fumagalli, (quest'ultimo fu un garibaldino di origini milanesi, il quale terminata la spedizione dei Mille, avviò a Torino un’importante attività di fonderia in Lungo-Dora Napoli).
Il 18 Novembre 1899 sposò Attilia Nicolotto.
Fu scultore di notevole abilità tecnica, allievo di Leonardo Bistolfi (Casale Monferrato, 15 marzo 1859 – La Loggia, 3 settembre 1933) ed è ritenuto un precursore dell'arte Liberty in Italia.
La sua opera più importante rimane il monumento al Santo Giuseppe Benedetto Cottolengo (vedi foto), Beato quando nel 1900 fu inaugurato, e situato nella città natale del Santo [(Bra)].
La statua in bronzo, posta su di un alto piedistallo in granito rosso di Baveno, si erge  la figura del Santo in atto d'ispirarsi al Cielo.
Tra le sue opere significative: a Torino, la statua in rame già sulla sommità della Mole Antonelliana.
Ha realizzato inoltre il monumento ai Caduti di Pinerolo.  Inaugurato nel 1923.
Eseguì gradevoli opere di genere liberty,  tra cui i tre bronzi della Galleria milanese d'arte moderna "La lattaia", "La venditrice di castagne" e "Il guerriero". Si dedicò anche, con notevoli risultati, all'oreficeria.
La sua Opera Giovinezza si trova presso Palazzo Traversa a  Bra. Collocato attualmente in una delle due nicchie della sala dedicata all’Ottocento, il piccolo nudo femminile di bronzo fu donato al museo nel 1924 dallo scultore stesso, grazie all’interessamento di Euclide Milano, che lo registrò inizialmente come Danzatrice e successivamente, nell’elenco manoscritto “Collezione d’opere di scultura” (sempre di pugno del Milano), come Giovinezza.
Fu artista di particolare importanza nel clima del liberty torinese, per cui non ci stupisce il vivo compiacimento espresso dal Milano che scrisse: “È un dono veramente cospicuo, sia pel valore artistico che riveste, sia per lo stesso suo valore materiale.” ed inoltre sottolineò come si trattasse di “opera originale e non in commercio”. Verosimilmente, però, si tratta del bozzetto o comunque di un soggetto ripreso nella figura centrale del monumento ai Caduti di Pinerolo (inaugurato nel 1923) raffigurante la “Civiltà che rinasce dal sacrificio”, che a sua volta riecheggia altre sculture celebrative dello stesso Fumagalli e di Leonardo Bistolfi.
contribuì alla realizzazione della tomba Sola-De Marchi  (1931). Composizione Liberty in pietra e bronzo. Due angeli oranti, dalle ampie linee curve delle ali, sono a custodia del sepolcro e conferiscono alla composizione un velato spirito mistico.